# ホセ・ビジェガス・コルデロ
ホセ・ビジェガス・コルデロ（José Villegas Cordero、1844年8月26日 - 1921年9月9日）はスペインの画家である。歴史画や風俗画を描いた。

## 略歴
セビリアの理髪店の経営者の息子に生まれた。16歳になった1860年にセビリアの展覧会に出展して、作品のひとつが2,000リアルで売れたことから、家族も画家になることを応援するようになり、ビジェガス・コルデロは画家のホセ・マリア・ロメロ・ロペス(José María Romero López: 1815-1894)の弟子になり、2年後セビリアの王立美術学校に入学した。美術学校ではエドゥアルド・カノ・デ・ラ・ペーニャに学んだ。
1867年にマドリードに移り、フェデリコ・デ・マドラーソの工房で働いた。マドリードのプラド美術館で17世紀の画家、ディエゴ・ベラスケスの作品を模写して修行した。当時人気のあったオリエンタリズムの画家、マリアノ・フォルトゥーニに影響を受けて、モロッコに旅し、スケッチを描きためてきた。
1868年末、友人たちとローマに留学し、スペイン出身の画家エドゥアルド・ロサレスの工房に滞在した。ローマで最初の風俗画を描き、人気になり、モロッコから持ち帰ったスケッチをもとにオリエンタリズムの作品も描き、さらに資料をあつめるために短期間モロッコを再訪した。オリエンタリズムの絵画に人気は高まり、画商の手によって広範囲に宣伝された。
1877年からは、しばしばヴェネツィアで活動し、裕福なアメリカ人の顧客に気に入られるような作品を描き、商業的に成功し、1887年までに邸を建てて、邸には上流階級の人々が集まるようになった。
1878年に、スペイン上院から装飾画を描く依頼を受けたことから歴史画も描くようになった。
1901年にプラド美術館の館長に任じられて、ローマのスタジオを閉じてマドリードに移った。1918年まで館長を務め、肖像画家としても働いた。

## 作品

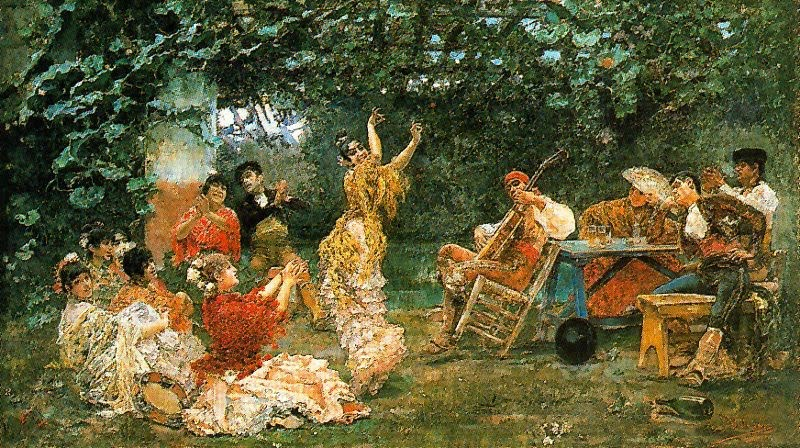
アンダルシアの踊り子 (1893)
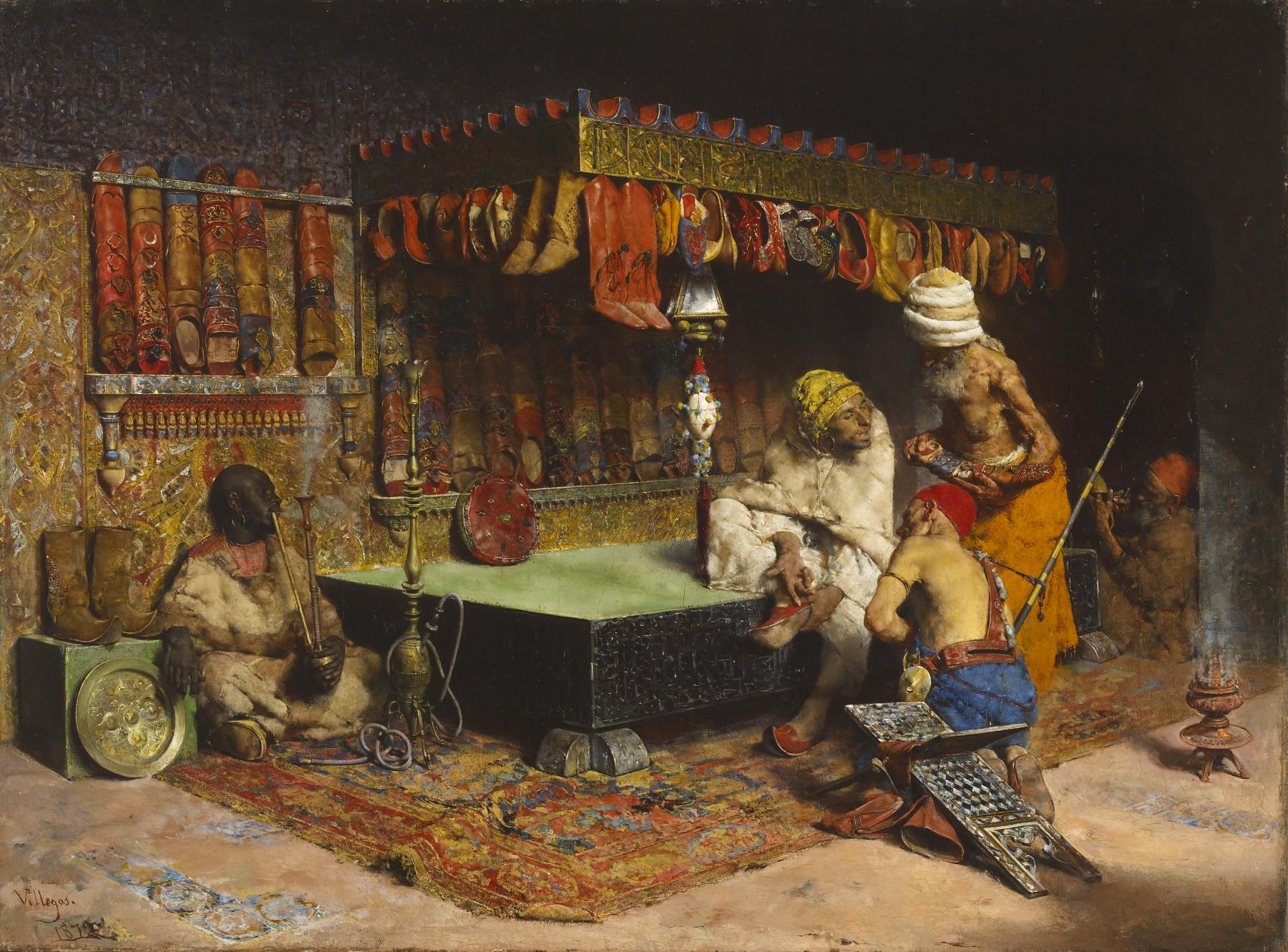
履物商人 (1872)
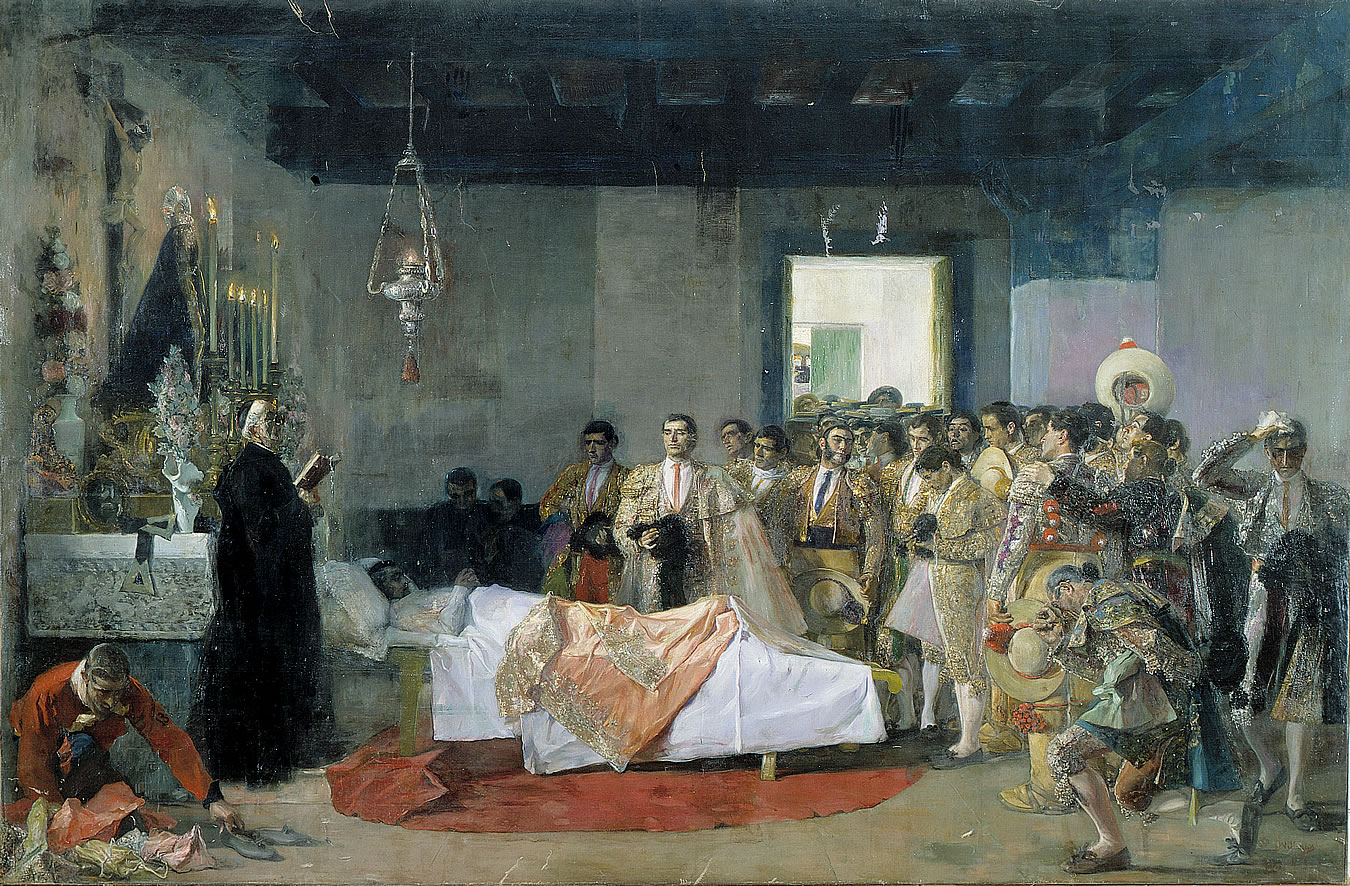
マエストロの死 (1884)
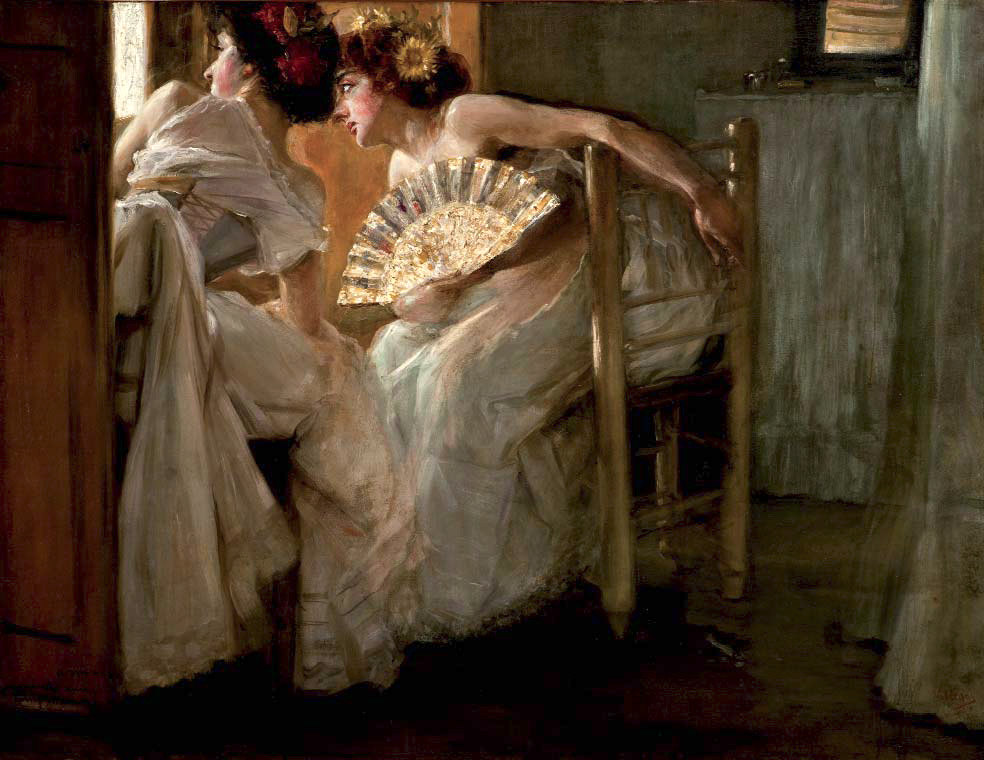
窓際の女性
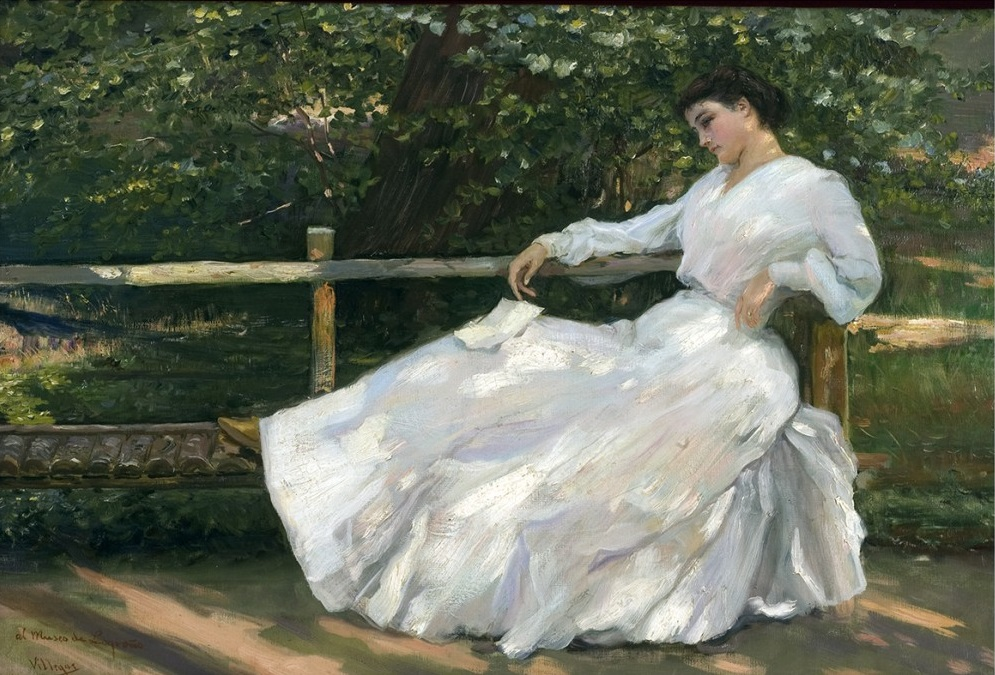
女性像
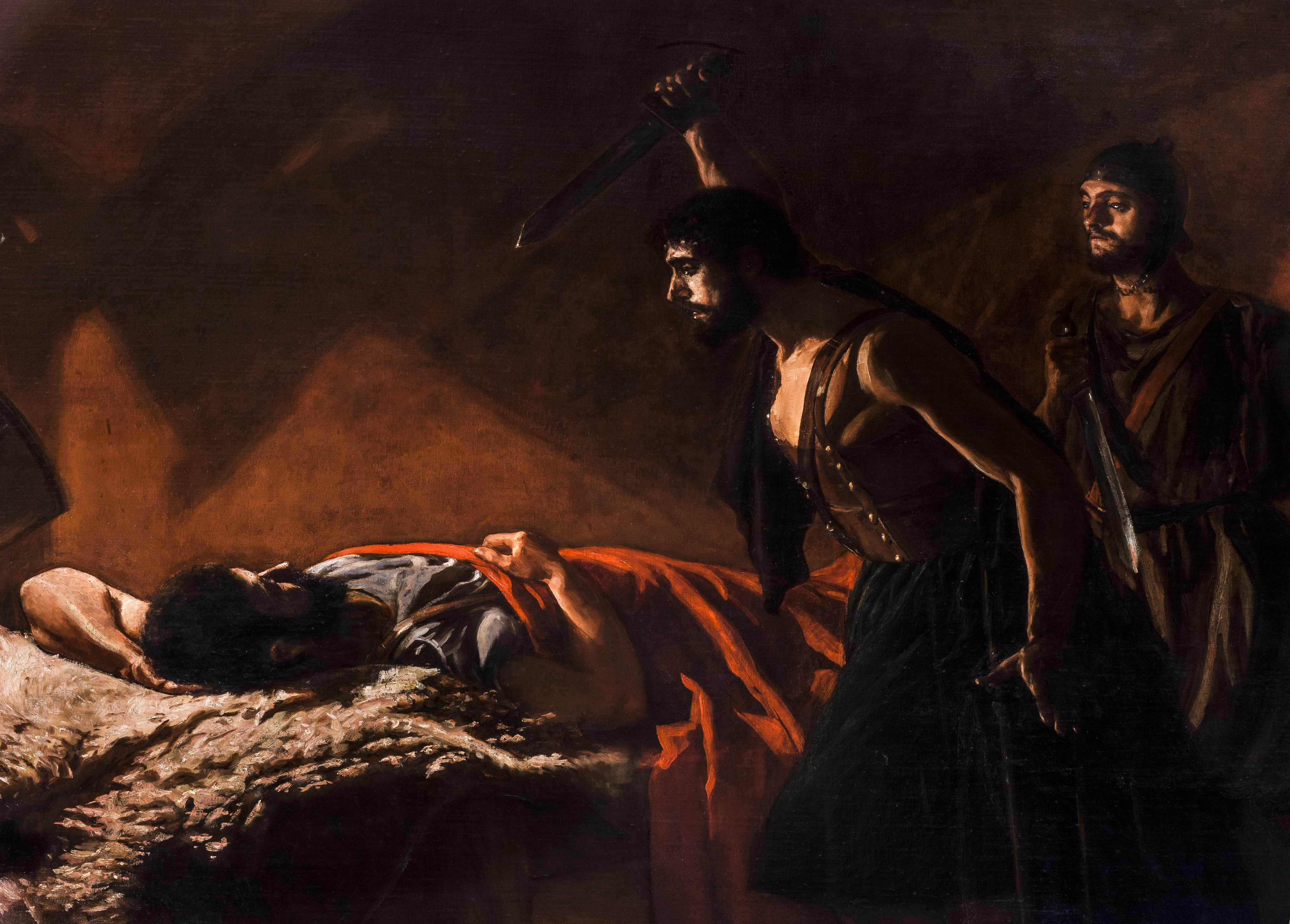
ヴィリアトゥス(ルシタニアの族長）の死

## 関連文献
- Serafín and Joaquin Álvarez Quintero, Homenaje a Villegas, Establecimiento Tipogr. de Blass y Cía, Madrid, 1919.
- Ricardo Balsa de la Vega, "Nuestros grandes artistas contemporáneos. José Villegas", in La Ilustración Española y Americana, IV, Madrid, January 1913, pp. 55–68.
- Ángel Castro Martín, Ángel, "La pintura de José Villegas", in Goya, #256, Madrid, February 1997, pp. 197–208.
- Ángel Castro Martín, "Villegas al frente del Prado. Dos décadas en la historia de la Pinacoteca (1901–1918)", Boletín del Museo del Prado, #34, Madrid, 1995, pp. 49–58.
- Gerardo Pérez Calero, "La iconografía simbolista en el pintor José Villegas (1844–1921)", Cuadernos de Arte e Iconografía, #4(8), Madrid, 1991, pp. 256–259.